# Tibiosioma remipes
Tibiosioma remipes là một loài bọ cánh cứng trong họ Cerambycidae.